# Gnoma longicollis
Gnoma longicollis es una especie de escarabajo longicornio del género Gnoma, tribu Gnomini, subfamilia Lamiinae. Fue descrita científicamente por Fabricius en 1787.
La especie se mantiene activa durante el mes de julio.

## Descripción
Mide 13-28 milímetros de longitud.

## Distribución
Se distribuye por Indonesia.